# Palaeotropidae
Famille
Les Palaeotropidae sont une famille d'oursins de l'ordre des Spatangoida.

## Description et caractéristiques
Ce sont des oursins irréguliers dont la bouche et l'anus se sont déplacés de leurs pôles pour former un « avant » et un « arrière ». La bouche se situe donc dans le premier quart de la face orale, et l'anus se trouve à l'opposé, tourné vers l'arrière. La coquille (appelée « test ») s'est également allongée dans ce sens antéro-postérieur.
Ces oursins ont le test fin, ovale avec la partie antérieure convexe.

Le disque apical est ethmolytique, avec la partie antérieure convexe elle aussi, et les plaques génitales coalescentes.
 
Le péristome est en forme de « D ». 

La plaue labrale est en forme de champignon, et ne s'étend pas au-delà de la seconde plaque ambulacraire. Les plaques sternales sont symétriques, entièrement tuberculées.

Les plaques épisternales vont par paires, et s'affinent postérieurement.
 
On note généralement la présence d'une fasciole subanale.

La face aborale porte de petits tubercules primaires, parmi des granules plus fins.
Cette famille semble être apparue au Miocène.

## Liste des genres
Selon World Register of Marine Species (7 juin 2014) :
- genre Kermabrissoides Baker, 1998
- genre Palaeobrissus A. Agassiz, 1883
- genre Palaeotropus Lovén, 1874
- genre Paleotrema Koehler, 1914
- genre Scrippsechinus Allison, Durham & Mintz, 1967

Palaeotropus loveni